# Santo Antônio do Leste
Santo Antônio do Leste là một đô thị thuộc bang Mato Grosso, Brasil. Đô thị này có diện tích 3596,798 km², dân số năm 2007 là 3219 người, mật độ 0,89 người/km².